# Louis Royaux
Louis Joseph Royaux (* 28. November 1866 in Dinant, Belgien; † 7. August 1936 in Mont-Saint-Jean, Belgien) war ein belgischer Soldat und Forschungsreisender, der ab Ende der 1880er Jahre im Auftrag des belgischen Königs Leopold II. an Expeditionen auf dem Gebiet des Kongo-Freistaats teilnahm.

## Biografie

### Frühe Jahre (1861–1888)
Royaux war der Sohn von Alexander Royaux und Florentine Royaux, geborene Beaulot. Am 3. April 1888 trat er in das 10. Linienregiment (den späteren sog. Ardennenjägern) der belgischen Armee ein und wurde Ende 1890 zum Ausbilder an der Regimentsschule ernannt. Am 1. September 1892 trat er als Sergeant der Force Publique in den Dienst des Freistaats Kongo und reiste am 6. September 1892 von Antwerpen dorthin.

### Freistaat Kongo
Nach seiner Ankunft wurde er der Ubangi-Bomu-Expedition zugeteilt. Er verließ Boma am 10. Oktober und kam am 2. Dezember in Zongo an, wo er Stellvertreter des Stationschefs Heymans wurde. Hier zeichnete er sich bald durch seine Fähigkeiten als Verwalter und Organisator aus. Er unterwarf die Bevölkerung des Ubangi-Distrikts der Autorität des Freistaats Kongo und wurde dabei zweimal bei Gefechten mit den Einheimischen schwer verwundet. Er lernte die lokalen Sprachen und konnte die Einheimischen zu Steuerzahlungen an den Freistaat bewegen und sorgte weiterhin auch für neue Rekruten für die Force Publique einschreiben zu lassen.
Seine erste Amtszeit endete im August 1895 und er kehrte nach Europa zurück. Seine zweite Amtszeit begann am 6. April 1896, als er Antwerpen verließ, um als Leutnant und später Hauptmann der Force Publique in den Kongo zurückzukehren, wo er bis zum 9. April 1902 blieb. Am 23. Februar 1897 wurde er zum Gebietsleiter für Banzyville (heute Mobayi-Mbongo) ernannt, eine Rolle, die er mit der eines Kommandeurs der Force Publique, eines Militärrichters in Ober-Ubangi und sogar eines Natursammlers kombinierte. Er kehrte im Mai 1902 nach Belgien zurück und wurde von König Leopold II. beauftragt, an einer Expedition nach Bahr el Ghazal zu den Kupferminen von Hofrah-el-Nahass teilzunehmen, die vor dem französisch-kongolesischen Vertrag vom 14. August 1894 von Kethulle de Ryhove und Nilis als Teil der Lado-Enklave für den Freistaat erkundet und besetzt worden waren. Er verließ Belgien am 2. Oktober 1902 und kam am 17. Januar 1903 in Doruma an. In Begleitung seines Stellvertreters, Captain Landeghem, einem Geologieingenieur, mehrerer Prospektoren und einer militärischen Eskorte aus zwei Kompanien der Force Publique überquerten sie am 2. Februar 1903 die Nordgrenze des Kongo. Die Vorhut der Expedition unter der Führung von Landeghem marschierte nordwärts und erreichte Dem Ziber – oft auch „Deim Zubeir“ geschrieben –, aber die Expedition kam nicht weiter, da eine anglo-ägyptische Intervention die Mission beendete.
Ende Dezember 1903 ging er erneut nach Belgien und begann eine kurzlebige Karriere als Brauereibesitzer. Im Februar 1907 war er als Direktor der Firma Urselia in Mayumbe wieder im Kongo aktiv. Er kehrte für eine sechste Amtszeit erneut nach Kwango zurück, als Vertreter der Unternehmen, die Rohkautschuk handelten und nutzten.

### Erster Weltkrieg
Er bereitete sich auf eine 7. Dienstzeit im Kongo vor, als der Erste Weltkrieg ausbrach und Royaux sich, obwohl er zu alt für die Einberufung war, freiwillig als Hauptmann der Reserve zum Dienst meldete. So wurde er mit 48 Jahren zum Chef der 1. Kompanie des 10. Linienregiments ernannt. Royaux war bei der Belagerung von Namur (1914) dabei, zeichnete sich im Kampf aus und wurde in offiziellen Berichten erwähnt. Nach dem Fall von Namur war er Teil des Rückzugs nach Antwerpen und nahm an der Aktion teil, die den deutschen Vormarsch in der Schlacht an der Yser stoppte, wo er von Generalleutnant Édouard Michel du Faing d'Aigremont, seinem Divisionskommandeur, gelobt wurde. Er wurde zum Hauptmann befördert und zum Kommandeur und Ritter des Leopoldsordens ernannt. In Diksmuide wurde er schwer am linken Arm verwundet. Nach seiner Genesung wurde er zum Major befördert und zum Kommandeur der Schule für Militärdolmetscher und des Inspektionslagers Bayeux in der Normandie ernannt. Royaux nahm ab dem 1. September 1918 als Kommandeur des 1. Bataillons des 10. Linienregiments an der Offensive zur Befreiung Belgiens teil. Am 14. Oktober 1918 überraschte seine Einheit ein ganzes deutsches Bataillon und nahm es gefangen. Dafür wurde er mit dem britischen Distinguished Service Order ausgezeichnet.

### Nachkriegszeit
Nach dem Waffenstillstand von Compiègne, war Royaux Teil der alliierten Besatzungsarmee im Rheinland. Er ging am 31. Dezember 1922 in den Ruhestand, behielt jedoch seine Anteile an Industrie- und Handelsunternehmen und war dann Vorsitzender der Compagnie des Cafés Congo Belgique. 1933 wurde ihm zu Ehren eine Zeremonie anlässlich der Anbringung einer Gedenktafel an seinem Geburtsort in Boisselles abgehalten. Er starb am 7. August 1936 im Alter von 69 Jahren in Mont-Saint-Jean in der Nähe von Waterloo.

## Auszeichnungen
Royaux erhielt die folgenden Auszeichnungen:
- Ritter des belgischen Leopoldordens;
- Ritter des belgischen Löwenordens;
- Étoile de Service (1909);
- britischer Distinguished Service Order.

## Taxonomische Ehrungen
Microthrissa royauxi, eine Art aus der Gattung der Microthrissa (Familie: Dorosomatidae) und Euchilichthys royauxi eine Art aus der Euchilichthys-Gattung der afrikanischen Welsfamilie Mochokidae wurden 1902 von George Albert Boulenger nach Royaux benannt. Die Typusexemplare waren während einer von Royaux geleiteten Expedition im Ubangi gefangen worden.